# Annona haitiensis
Annona haitiensis este o specie de plante angiosperme din genul Annona, familia Annonaceae, descrisă de Robert Elias Fries. Conține o singură subspecie: A. h. appendiculata.